# كارلوس سيرانو
كارلوس سيرانو (بالإسبانية: Carlos Serrano)‏ هو موسيقي كولومبي، ولد في 29 أغسطس 1963 في بوغوتا في كولومبيا.

## وصلات خارجية
- الموقع الرسمي